# Сражение у Куддалора (1783)
Сражение у Куддалора (англ. Battle of Cuddalore, фр. bataille de Gondelour) — морское сражение, состоявшееся 20 июня 1783 года в конце англо-французской войны 1778—1783 годов, переплетённой с войной за независимость США, между французской эскадрой Пьера-Андрэ де Сюффрена и английской эскадрой Эдварда Хьюза, в Бенгальском заливе у Куддалора. Сражение стало последним между этими двумя командирами и состоялось уже после заключения мира в Европе, но ещё до наступления новостей об этом событии в Ост-Индии.

## Ход сражения
10 июня Сюффрен узнал о сложной ситуации в Куддалоре и немедленно двинулся на помощь и 13 июня встретил стоящую на якоре британскую эскадру. Хьюз отплыл с якорной стоянки, чем воспользовался Сюффрен, установил контакт с сушей и усилил свои команды 1200 солдатами. 17-20 июня обе стороны маневрировали, чтобы занять более выгодную наветренную позицию, что было затруднительно из-за переменного ветра.
Столкновение произошло во второй половине дня 20 июня. Оба флота двинулись на север в регулярном линейном построении. Французы, имея меньшее количество кораблей (15 линейных и 3 фрегата по сравнению с 18 линейными и 3 британскими фрегатами), хотели сохранить свои силы, но нанести противнику достаточные потери, чтобы заставить его отойти для устранения повреждений. 
Взаимный огонь длился три часа (с 16 до 19 часов) и привел к значительным, но не решающим потерям. Двигаясь на север, флоты отошли от Куддалора. Наконец вечером Сюффрен бросил якорь и 23 июня вернулся в Куддалор. 
Британцы с семью поврежденными кораблями и многими заболевшими цингой отплыли в Мадрас. Из-за присутствия французского флота в Куддалоре британская осада потеряла свою силу, поскольку корабли снабжения перестали достигать осаждающих.
Сражение у Куддалора стало заключительным сражением англо-французской войны 1778—1783 годов, связанной с войной за независимость США.

## Состав сил
| Название   | Количество пушек | Примечание |
| ---------- | ---------------- | ---------- |
| Superb     | 74               |            |
| Gibraltar  | 80               |            |
| Cumberland | 74               |            |
| Defence    | 74               |            |
| Hero       | 74               |            |
| Sultan     | 74               |            |
| Burford    | 70               |            |
| Monarca    | 70               |            |
| Africa     | 64               |            |
| Eagle      | 64               |            |
| Exeter     | 64               |            |
| Inflexible | 64               |            |
| Magnanime  | 64               |            |
| Monmouth   | 64               |            |
| Sceptre    | 64               |            |
| Worcester  | 64               |            |
| Bristol    | 50               |            |
| Isis       | 50               |            |

| Название     | Количество пушек | Примечание |
| ------------ | ---------------- | ---------- |
| L'Annibal    | 74               | флагман    |
| Héros        | 74               |            |
| Argonaute    | 74               |            |
| Fendant      | 74               |            |
| Illustre     | 74               |            |
| Artésien     | 64               |            |
| Ajax         | 64               |            |
| Brillant     | 64               |            |
| Hardi        | 64               |            |
| Sévère       | 64               |            |
| Sphinx       | 64               |            |
| Vengeur      | 64               |            |
| Saint Michel | 60               |            |
| Flamand      | 50               |            |
| Annibal      | 50               |            |